# Fluquières
Fluquières és un municipi francès situat al departament de l'Aisne i a la regió dels Alts de França. L'any 2007 tenia 206 habitants.

## Demografia

### Població
El 2007 la població de fet de Fluquières era de 206 persones. Hi havia 79 famílies de les quals 17 eren unipersonals (4 homes vivint sols i 13 dones vivint soles), 29 parelles sense fills i 33 parelles amb fills.
La població ha evolucionat segons el següent gràfic:
Habitants censats

### Habitatges
El 2007 hi havia 83 habitatges, 76 eren l'habitatge principal de la família, 3 eren segones residències i 3 estaven desocupats. 81 eren cases i 1 era un apartament. Dels 76 habitatges principals, 68 estaven ocupats pels seus propietaris, 7 estaven llogats i ocupats pels llogaters i 1 estava cedit a títol gratuït; 3 tenien dues cambres, 9 en tenien tres, 15 en tenien quatre i 49 en tenien cinc o més. 62 habitatges disposaven pel capbaix d'una plaça de pàrquing. A 31 habitatges hi havia un automòbil i a 35 n'hi havia dos o més.

### Piràmide de població
La piràmide de població per edats i sexe el 2009 era:
| Homes | Edats   | Dones |
| ----- | ------- | ----- |
| 0     | 95 o +  | 0     |
| 0     | 90 a 94 | 4     |
| 0     | 85 a 89 | 4     |
| 0     | 80 a 84 | 0     |
| 0     | 75 a 79 | 4     |
| 4     | 70 a 74 | 0     |
| 0     | 65 a 69 | 4     |
| 4     | 60 a 64 | 8     |
| 4     | 55 a 59 | 0     |
| 4     | 50 a 54 | 4     |
| 0     | 45 a 49 | 4     |
| 4     | 40 a 44 | 8     |
| 8     | 35 a 39 | 8     |
| 12    | 30 a 34 | 4     |
| 24    | 25 a 29 | 16    |
| 4     | 20 a 24 | 8     |
| 8     | 15 a 19 | 0     |
| 8     | 10 a 14 | 12    |
| 4     | 5 a 9   | 20    |
| 8     | 0 a 4   | 12    |

## Economia
El 2007 la població en edat de treballar era de 135 persones, 91 eren actives i 44 eren inactives. De les 91 persones actives 86 estaven ocupades (43 homes i 43 dones) i 5 estaven aturades (2 homes i 3 dones). De les 44 persones inactives 13 estaven jubilades, 16 estaven estudiant i 15 estaven classificades com a «altres inactius».

### Ingressos
El 2009 a Fluquières hi havia 84 unitats fiscals que integraven 239 persones, la mediana anual d'ingressos fiscals per persona era de 20.549 €.

### Activitats econòmiques
Dels 3 establiments que hi havia el 2007, 1 era d'una empresa de comerç i reparació d'automòbils, 1 d'una empresa immobiliària i 1 d'una empresa classificada com a «altres activitats de serveis».
L'únic servei als particulars que hi havia el 2009 era una perruqueria.

## Poblacions més properes
El següent diagrama mostra les poblacions més properes.